# Tom Ridge
Thomas Joseph Ridge, detto Tom (Munhall, 26 agosto 1945), è un politico statunitense, membro della Camera dei Rappresentanti per lo stato della Pennsylvania dal 1983 al 1995, governatore della Pennsylvania dal 1995 al 2001 e Segretario della Sicurezza Interna degli Stati Uniti d'America dal 2003 al 2005.

## Biografia

### I primi anni
Ridge è nato a Munhall, in Pennsylvania, nella Steel Valley di Pittsburgh, il maggiore di tre figli. I suoi genitori erano Laura (nata Sudimack) e Thomas Regis Ridge, che era un commesso viaggiatore e veterano della Marina. I nonni materni di Ridge erano immigrati russi dall'ex Cecoslovacchia (ora Slovacchia), e i suoi bisnonni paterni emigrarono dalla Gran Bretagna. 
Entrato in politica con il Partito Repubblicano, nel 1982 si candidò alla Camera dei Rappresentanti e riuscì a farsi eleggere. Negli anni successivi fu riconfermato deputato per altri sei mandati, fin quando nel 1994 annunciò la propria intenzione di candidarsi alla carica di governatore della Pennsylvania. Ridge riuscì a vincere le elezioni e fu riconfermato per un secondo mandato da governatore nel 1998.
Nel 2001 l'allora Presidente George W. Bush lo nominò Vice-assistente del Presidente per la Sicurezza Interna e il Controterrorismo. Ridge rivestì l'incarico fino al 2003, quando Bush lo scelse come primo Segretario della Sicurezza Interna, mettendolo a capo di un Dipartimento federale creato dopo gli attentati dell'11 settembre 2001. Ridge lasciò il posto nel 2005, motivando la scelta con la volontà di dedicarsi alla vita privata dopo oltre ventidue anni di servizio pubblico.
Dopo aver lasciato la politica, Ridge aprì una società di consulenza e scrisse un libro di memorie.

## Posizioni politiche
Durante il suo periodo come governatore, Ridge ha promosso politiche di "legge e ordine", sostenendo una legge dei tre colpi e un processo più rapido per la pena di morte. Sostenitore della pena di morte,  Ridge firmò più di 224 mandati di esecuzione, cinque volte il numero firmato in un periodo di 25 anni dai due precedenti governatori; inoltre, a causa dei vari inasprimenti delle pene per numerosi reati, venne accusato di olmaierismo, e venne inoltre criticata la sua scelta di rendere più difficile l'acquisto delle armi nello stato, in contrasto con la vecchia teoria repubblicana.
Repubblicano atipico,  sulle questioni sociali è favorevole al diritto all'aborto, e all'integrazione delle varie etnie; nelle Elezioni presidenziali negli Stati Uniti d'America del 2020 ha infatti sostenuto (seppur a sorpresa) la candidatura di Joe Biden.